# Marzio Masturzo
Marzio Masturzo   né à Naples  est un peintre italien baroque qui fut actif à la fin XVIIe siècle près de sa ville natale.

## Biographie
Marzio Masturzo peintre italien de la période baroque fut un élève de Paolo Greco, puis avec Salvator Rosa  collègue et élève de Aniello Falcone. Il semble avoir rejoint au cours de la révolte de  Masaniello, une association d'artistes appelée la Compagnia della morte (compagnie de la mort) impliquée dans la rébellion.
Il peignit surtout des scènes de bataille.

## Œuvres
- Scène de bataille (vers 1650),